# Oregon Route 211
Az Oregon Route 211 (OR-211) egy oregoni állami országút, amely kelet–nyugati irányban a 99E és 214-es utak woodburni csomópontjától a 26-os szövetségi országút sandyi elágazásáig halad.
A szakasz két számozatlan országútból (Woodburn–Estacada Highway No. 161 és Eagle Creek–Sandy Highway No. 172) áll.

## Leírás
Az útvonal Woodburn keleti részétől, a 99E és 214-es utak csomópontjától indul keleti irányban. A szakasz egy délkelet–dél–északkelet irányú kitérő után áthalad Hamricks Corner és Rural Dell településeken, majd a 213-as út silvertoni kereszteződésében keletre haladva eléri Molallát. A pálya északkelet felé futva a Molalla-folyó keresztezése után délkeletre, Cedardale felé folytatódik. Keletre fordulva Colton, majd északkeletre, ezután pedig északra fordulva pedig Springwater következik. A Tavasz-patakot keresztezve a 214-es úttal északnyugat felé közösen haladva eléri Estacadát, majd Eagle Creek után északkeletre folytatja útját. A szakasz Sandyt elérve északra fordul, majd a Meinig Emlékparknál a 26-os szövetségi országútba torkollik.